# Zuheros
Zuheros est une commune de la communauté autonome d'Andalousie, dans la province de Cordoue, en Espagne.

## Géographie
Zuheros est une commune espagnole, dans la province de Cordoue en Andalousie.
La ville se situe dans les cordillères Bétiques et plus exactement dans la cordillère Subbétique. Sur le territoire de la commune se trouve une des plus grandes colonies de chauve-souris d'Andalousie dans la Cueva de los Murciélagos (en).

## Administration
| Période                                  | Période | Identité | Étiquette | Qualité |
| ---------------------------------------- | ------- | -------- | --------- | ------- |
| N/A                                      | N/A     | N/A      | N/A       | Maire   |
| Les données manquantes sont à compléter. |         |          |           |         |